# Biedermann und die Brandstifter (1963)
Biedermann und die Brandstifter ist ein österreichischer Fernsehfilm aus dem Jahr 1963. Es handelt sich hierbei um eine Verfilmung des Dramas Biedermann und die Brandstifter des Schweizer Schriftstellers Max Frisch.

## Inhalt
Es kommt vermehrt zu Brandstiftungen, indem zwei Brandstifter sich als Hausierer ausgeben, um Obdach auf dem Dachboden bitten und wenig später Brände legen. Kurz darauf klingelt ein Hausierer beim Haarwasserfabrikanten Gottlieb Biedermann und bittet um Unterkunft. Biedermann hat kurz zuvor seinen Angestellten Knechtling entlassen und zeigt sich dessen weiterem Schicksal gegenüber gleichgültig.
Der Hausierer stellt sich als ehemaliger Ringer Josef Schmitz vor und bedauert, von allen Menschen für einen Brandstifter gehalten zu werden. Er weckt die Sympathien Biedermanns, der ihm auf seinem Dachboden Quartier gewährt. Biedermanns Ehefrau Babette ist zunächst skeptisch und verlangt von Biedermann, ihn wieder wegzuschicken, entwickelt aber ebenfalls schnell Mitgefühl für den Mann. Wenig später stellt sich ein angeblicher Feuerversicherungsvertreter bei Biedermann vor; Josef Schmitz erkennt in dem Vertreter einen früheren Freund, den ehemaligen Kellner Wilhelm Maria Eisenring. Auch als Schmitz und Eisenring mehrere Benzinfässer auf dem Dachboden lagern, schöpft Biedermann keinen Verdacht; man dürfe nicht immer nur das Schlechteste vom Menschen denken.
Biedermann erfährt vom Selbstmord Knechtlings, weigert sich aber, Verantwortung dafür zu übernehmen.
Biedermann lädt Schmitz und Eisenring zum Abendessen ein, um seine Freundschaft mit beiden Männern zu bekräftigen. Kurz vor dem Essen wird ein Trauerkranz für Knechtling angeliefert, dessen Schleife versehentlich mit „Gottlieb Biedermann“ beschriftet wurde.
Während des Essens jagt Schmitz Biedermann kurz einen Schrecken ein, als er sich ein Tischtuch überwirft und sagt, er sei der Geist von Knechtling. Als ein Feuerwehrauto mit Notsignal am Haus der Biedermanns vorbeifährt und das Ehepaar Biedermann erleichtert ist, das sie nicht betroffen sind, erklären Schmitz und Eisenring, dass sie zunächst einen weiter entfernten Brand inszenieren, damit die Feuerwehr abgelenkt ist. Trotzdem betont Biedermann, dass die beiden Männer seine Freunde sind. Kurz darauf geht das Haus der Biedermanns in Flammen auf; mehrere Gasometer explodieren.